# Pseudoperonospora cubensis
Mildiou des Cucurbitacées, Mildiou du concombre
Espèce
Pseudoperonospora cubensis, le Mildiou des Cucurbitacées ou Mildiou du concombre, est une espèce de « pseudochampignons » oomycètes du genre Pseudoperonospora, de la famille des Peronosporaceae. Ce champignon est un parasite biotrophe obligatoire, dépendant absolument de sa plante-hôte pour sa croissance et sa survie. Il ne peut survivre en dehors de son hôte que sous forme d'oospores.
C'est l'agent causal du mildiou des Cucurbitaceae, maladie présente dans le monde entier et dévastatrice pour les cultures de Cucurbitacées aussi bien en plein champ que sous abri. La lutte contre cette maladie repose largement sur l'emploi de fongicides, le recours à l'utilisation de cultivars résistants étant confrontée à la grande variabilité génétique de cet agent pathogène, qui compte plusieurs pathotypes capable de contourner les résistances.

## Distribution
Pseudoperonospora cubensis a une répartition cosmopolite. L'espèce est répandue dans le monde entier, en particulier dans les zones tempérées comme les Amériques, l'Europe, le Japon et l'Australie, dans les zones tropicales comme en Afrique du Sud,  et dans certaines régions semi-arides par exemple au Moyen-Orient. Elle est particulièrement virulente dans les régions du bassin méditerranéen, comme l'Afrique du Nord, la Grèce et le Moyen-Orient.
Cet agent pathogène est très destructeur dans toutes les zones humides du monde ainsi que dans certaines zones tempérées. Le mildiou des Cucurbitacées  est un problème annuel dans toutes les régions productrices du monde. Pseudoperonospora cubensis peut hiverner dans les zones à hiver doux ou en culture protégée, sous forme de mycélium actif dans les espèces de Cucurbitacées cultivées ou sauvages, et être réintroduit par le transport à longue distance d'inoculum dans les zones à hiver plus rigoureux.
L'espèce a été observée pour la première fois à Cuba en 1868.

## Plantes-hôtes
La gamme des plantes parasitées par Pseudoperonospora cubensis se limite à la famille des Cucurbitaceae dans laquelle ce champignon est susceptible d'infecter plus de 49 espèces appartenant à une vingtaine de genres, dont 19 espèces du genre Cucumis. Les quatre principales cultures-hôtes de ce champignon sont le concombre (Cucumis sativus), le melon (Cucumis melo), la pastèque (Citrullus lanatus) et les courges et courgettes (Cucurbita sp). Parmi les autres Cucurbitacées infectées figurent notamment : Benincasa hispida (courge cireuse), Citrullus colocynthis (coloquinte), Cucumis anguria (concombre des Antilles), Cucurbita ficifolia (courge de Siam), Cucurbita foetidissima (courge fétide), Cucurbita maxima (potiron), Cucurbita moschata (courge musquée), Cucurbita pepo (courge), Lagenaria siceraria (calebasse), Luffa acutangula (courge anguleuse), Luffa aegyptiaca (courge éponge), Momordica balsamina (concombre balsamite), Momordica charantia (courge amère), Sechium edule (chayote), Trichosanthes cucumerina (courge serpent), Trichosanthes dioica (patole).
Un cas de mildiou dû à Pseudoperonospora cubensis a également été signalé sur Impatiens irvingii (Balsaminaceae) en 2009 au Cameroun.

## Biologie

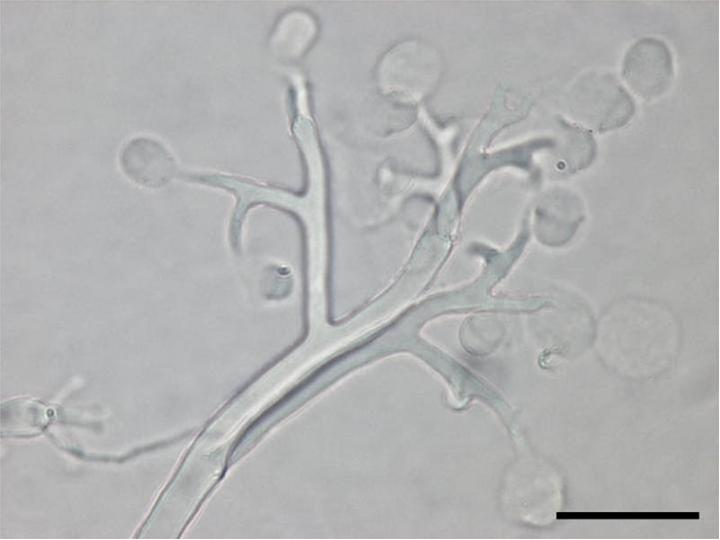
Sporangiophore de Pseudoperonospora cubensis (le trait représente 10 μm).

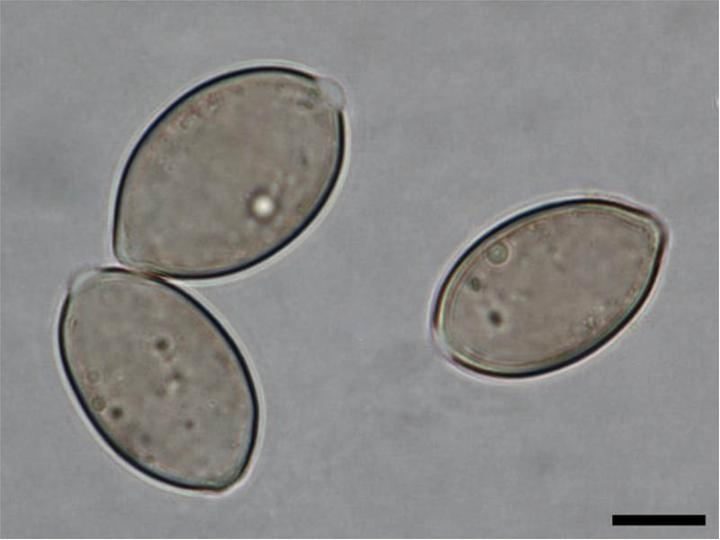
Sporanges de Pseudoperonospora cubensis (le trait représente 10 μm).

Pseudoperonospora cubensis est un parasite obligatoire biotrophe, ce qui signifie qu'il ne peut survivre et se reproduire que sur ou dans des tissus-hôtes vivants, sauf sous la forme d'oospores. Ce caractère biotrophique obligatoire fait qu'il n'est pas possible de cultiver cet Oomycète sur des milieux nutritifs artificiels. Cela explique aussi que cet agent pathogène doit hiverner dans des régions non sujettes à de fortes gelées, comme le sud de Floride, et où des Cucurbitacées sauvages ou cultivées sont présentes. 
L'agent pathogène se développe dans des conditions fraîches et humides, mais peut bien s'adapter à un large éventail de conditions. Les conditions optimales pour la sporulation sont  une température de 15 °C avec 6 à 12 heures d'humidité, présente souvent sous forme de rosée matinale. Même lorsque les températures diurnes élevées ne sont pas favorables au pathogène (>35 °C), les températures nocturnes peuvent être très appropriées.
L'infection se fait principalement par des zoospores asexuées.
Les sporanges, de forme ovoïde ou elliptique, de couleur gris clair à violet foncé à maturité, mesurent 15-25 sur 20-35 μm. Ils se séparent facilement des sporangiophores et sont dispersés par les éclaboussures et le vent, parfois à grande distance. Au contact du limbe foliaire d'une plante-hôte, les sporanges nécessitent un contact avec l'eau (par ex. pluie ou rosée) pour germer.
La germination est indirecte : le protoplaste multinucléé se différencie en 5 à 15 zoospores de 8 à 12 μm, biflagellées, qui nagent activement vers les stomates où ils s'enkystent. Un tube germinatif se développe à partir du kyste et produit un appressorium à partir duquel se développe une hyphe qui pénètre dans le tissu foliaire par l'ouverture stomatique. Ce mécanisme de pénétration est le plus fréquent, la pénétration directe dans l'épiderme se produit rarement.

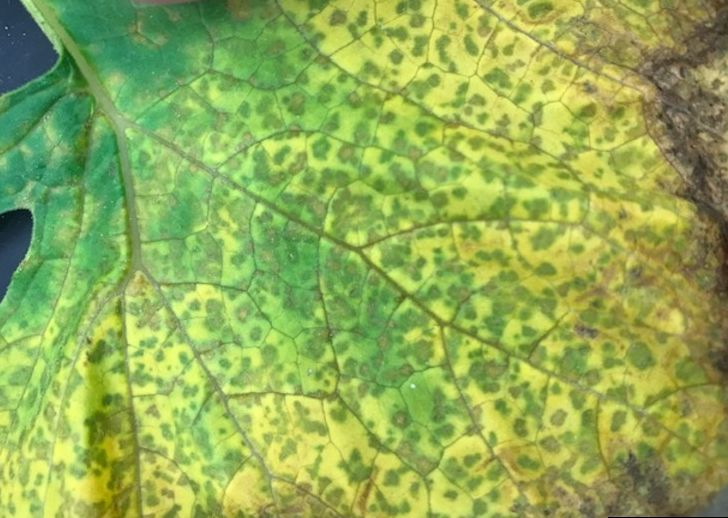
Symptômes sur feuille de courge (Cucurbita pepo var. pepo).

Dans des conditions de milieu appropriées et chez un hôte sensible, la colonisation du parasite dans les tissus procède relativement rapidement et des sporangiophores émergent des stomates dans les 5 à 7 jours, principalement à la face inférieure des feuilles où les stomates sont plus nombreux. Sur les hôtes sensibles, Pseudoperonospora cubensis est polycyclique, c'est-à-dire qu'un nouveau cycle d'infection a lieu une fois tous les 7 à 14 jours, selon les conditions environnementales.
Chez Pseudoperonospora cubensis, la reproduction sexuée se fait, comme chez d'autres espèces de Peronosporaceae, par la production d'oospores. Elle survient à la fin de la saison lorsque les tissus infectés deviennent nécrotiques, mais elle est rare et n'a pas été prouvée dans la plupart des pays où la maladie est présente.

## Signes et symptômes

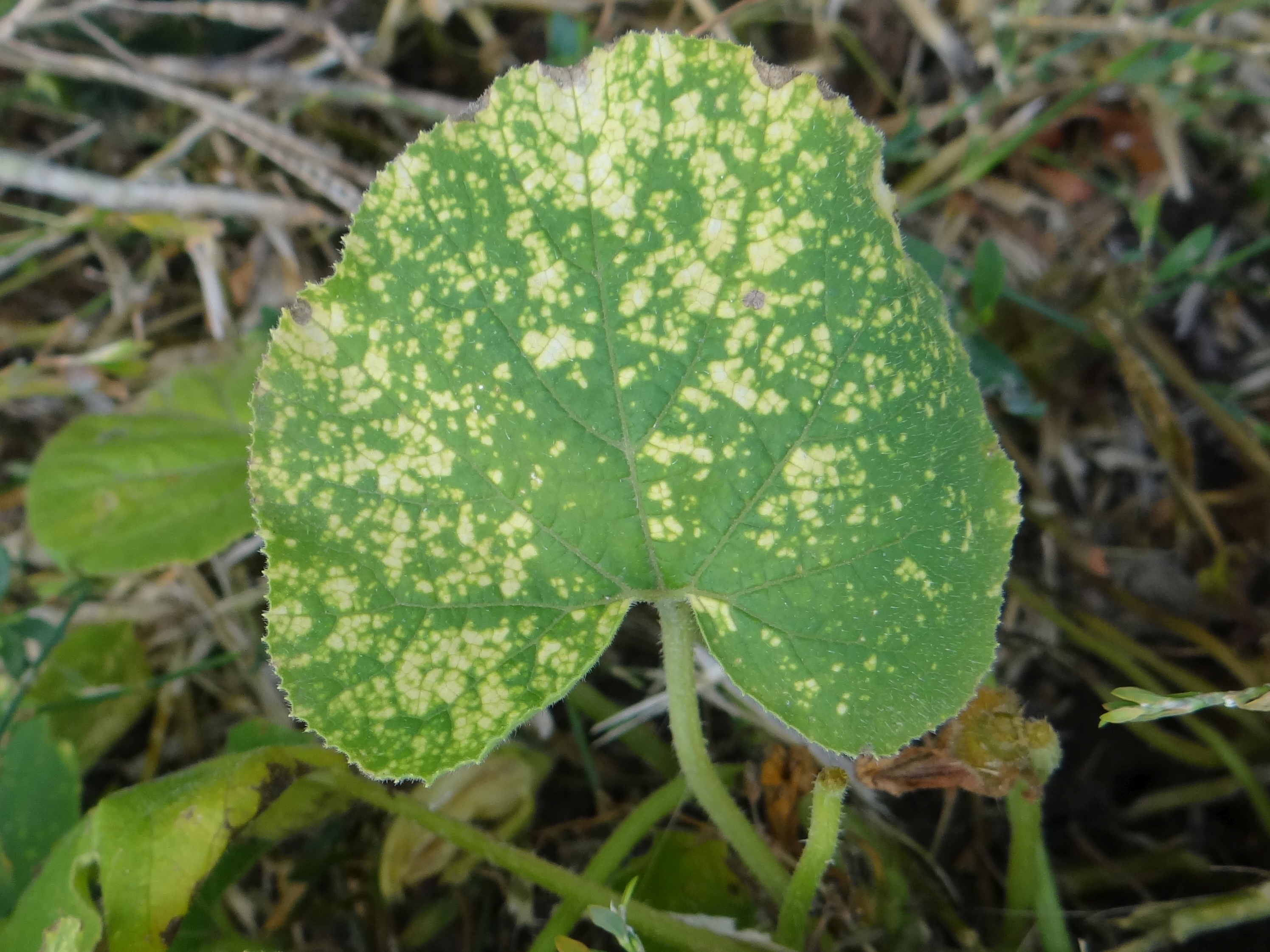
Lésions chlorotiques à la face supérieure d'une feuille de melon.

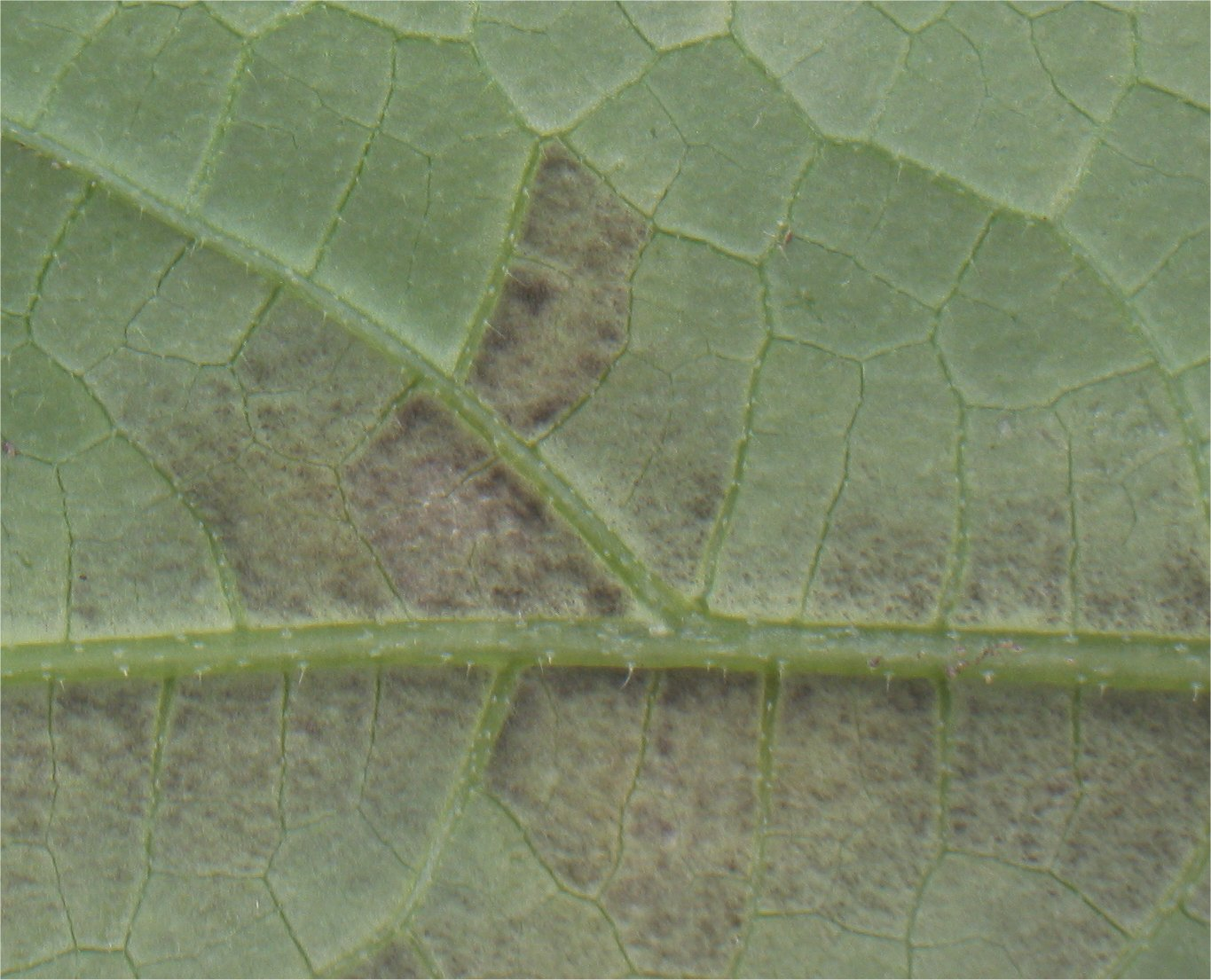
Amas de sporanges à la face inférieure d'une feuille de concombre.

### Symptômes
Les symptômes d'une infection par Pseudoperonospora cubensis sont quasi exclusivement foliaires. Les lésions sont de taille et de forme variable selon les espèces et variétés de Cucurbitacées et en fonction des conditions climatiques. On observe généralement sur le limbe foliaire de petites taches chlorotiques jaunâtres, huileuses, à la face supérieure des feuilles les plus âgées, formant à terme une mosaïque de taches jaunes et brunes. Les lésions peuvent s'arrêter chez les hôtes résistants ou pendant les périodes de temps défavorable (par exemple, temps chaud et sec). Chez les hôtes sensibles et dans des conditions favorables (temps humide), les lésions entourées de marges chlorotiques, tendent à s'élargir et à confluer, tandis qu'elles se nécrosent en leur centre. Les lésions sont circulaires à irrégulières chez la plupart des Cucurbitacées. Elles sont anguleuses, clairement limitées par les nervures foliaires chez le concombre et certaines variétés de courges.  
Les cotylédons peuvent être affectés mais les symptômes sont rares ou absents sur les très jeunes vraies feuilles.
Cette maladie a un impact sur le rendement en fruits et la santé générale des plantes.

### Signes
Lorsque les conditions favorisent la sporulation (humidité élevée), des sporanges sont produits à la face inférieure des feuilles. En masse, les sporanges forment un feutrage ou un duvet gris clair à mauve foncé, selon l'intensité de la sporulation. Les lésions se dilatent et se fondent dans des zones foliaires de plus en plus grandes et peuvent tuer la feuille entière en quelques jours. La perte de surface foliaire entraîne souvent des brûlures solaires des fruits.
On a trouvé des sporangiophores de Pseudoperonospora cubensis sur les tiges, les pétioles, les vrilles et les pédoncules floraux chez des plantes grimpantes fortement infectées, mais pas sur les petits fruits de melon. P. cubensis a été signalé une seule fois sur des fruits de concombre en Italie.

### Risques de confusion
Le mildiou des Cucurbitacées peut être confondu avec une mosaïque virale ou d'autres maladies foliaires, fongiques ou bactériennes, telles que  :
- l'alternariose, causée par Alternaria cucumerina,
- la tache angulaire, bactériose causée par Pseudomonas syringae pv. lachrymans,
- l'anthracnose, due à Colletotrichum orbiculare,
- l'oïdium des Cucurbitacées, causé par Podosphaera xanthii ou Erysiphe cichoracearum,
- le dépérissement phytophthoréen, causée par Phytophthora capsici.

## Taxinomie
L'espèce a été découverte en 1868 à Cuba par Berkeley et Curtis et décrite sous le nom de Peronospora cubensis.
Par la suite, en 1903, elle a été reclassée dans le genre Pseudoperonospora par Rostovzev. Les espèces du genre Pseudoperonospora se différencient de celles du genre Peronospora en ce qu'elles ont de vrais sporanges qui germent par clivage cytoplasmique pour produire des zoospores, tandis que les secondes ont des sporanges qui germent directement via un tube germinatif.

### Synonymes
Selon Index Fungorum (22 février 2021) :
- Peronoplasmopara cubensis (Berk. & M.A. Curtis) G.P. Clinton
- Peronoplasmopara humuli Miyabe & Takah.
- Peronospora atra Zimm.
- Peronospora cubensis Berk. & M.A. Curtis (basionyme)
- Peronospora humuli (Miyabe & Takah.) Skalický
- Plasmopara cubensis (Berk. & M.A. Curtis) Humphrey
- Plasmopara cubensis var. atra (Zimm.) Sacc. & D. Sacc.
- Plasmopara cubensis var. tweriensis (Rostovzev) Sacc. & D. Sacc.
- Plasmopara humuli (Miyabe & Takah.) Sacc. & Trotter
- Pseudoperonospora celtidis var. humuli Davis
- Pseudoperonospora cubensis var. tweriensis Rostovzev
- Pseudoperonospora humuli (Miyabe & Takah.) G.W. Wilson
- Pseudoperonospora tweriensis Rostovzev

### Synonymie avecPseudoperonospora humuli
Pseudoperonospora cubensis et  Pseudoperonospora humuli, agent du mildiou du houblon, sont des espèces étroitement apparentées, et ne présentent pas de différences morphologiques significatives, cependant elles ne semblent pas partager leurs gammes d'hôtes. En effet,  rien ne prouve que Pseudoperonospora humuli peut infecter les Cucurbitacées et la pathogénicité de Pseudoperonospora cubensis  pour le houblon n'est pas clairement établie. Au niveau moléculaire, les séquences d'espaceurs internes transcrits (ITS) des deux agents pathogènes sont très similaires, mais une étude américaine de 2009 utilisant des polymorphismes nucléotidiques (SNP) indique que deux gènes nucléaires et un gène mitochondrial soutiennent la séparation des deux espèces. Dans l'ensemble, les caractères génétiques, phénotypiques et physiologiques soutiennent la distinction entre ces deux espèces. De nouvelles études seraient utiles pour résoudre complètement leur relation phylogénique.

## Méthodes de lutte
La lutte contre le mildiou des Cucurbitacées repose essentiellement sur une détection précoce et l'application de fongicides, ainsi que sur l'utilisation de cultivars résistants.

### Cultivars résistants
Des cultivars résistants au mildiou ont été sélectionnés chez le concombre et le melon et dans une moindre mesure chez la courge et le potiron. Bien que des cultivars résistants aient été fortement affectés par le mildiou, ils restent relativement efficaces, en comparaison avec les cultivars sensibles, pour retarder l'infection.

### Lutte chimique
La lutte chimique est fortement recommandée car le mildiou est une maladie agressive et destructrice et l'utilisation de fongicides est indispensable pour atteindre une maîtrise satisfaisante de la maladie. Des produits protecteurs et systémiques doivent être appliqués. Les traitements à l'aide de fongicides sont plus efficaces lorsqu'ils sont appliqués avant l'infection et renouvelés à des intervalles de 5 à 7 jours. Les matières actives suivantes se sont avérées être les plus efficaces contre le mildiou du concombre lors d'essais menés en Caroline du Nord de 2004 à 2008 : fluopicolide, cyazofamide, propamocarbe, cymoxanil,   famoxadone, zoxamide et mancozèbe. Ces produits doivent être appliqués dans le cadre d'un programme visant à prévenir la résistance aux agents pathogènes, c'est-à-dire en alternance avec des fongicides d'un mode d'action différent. Des fongicides protecteurs tels que le chlorothalonil et le mancozèbe doivent être utilisés en mélange.

### Lutte biologique
De nombreux agents de lutte biologique ont été évalués pour leur capacité à lutter contre le mildiou, aucun ne s'est avéré vraiment efficace. 
Un seul cas de lutte biologique contre le mildiou des Cucurbitacées, a été signalé. Le traitement des graines de concombre et la pulvérisation des feuilles à l'aide d'un champignon mycoparasite,  Pythium oligandrum, a permis de retarder la primo-infection des feuilles qui sont restées viables plus longtemps. Cependant, l'efficacité de la protection est relativement faible et cette pratique est d'une application commerciale limitée.
D'autres agents de lutte biologique ont été étudiés sans application pratique à ce jour. Des extraits de feuilles sèches d'Inula viscosa (Asteraceae) se sont avérés efficace contre plusieurs agents pathogènes foliaires, dont Pseudoperonospora cubensis. Ces extraits, aux propriétés antifongiques, inhibant la libération des zoospores et la germination des cystospores, sont en cours d'enregistrement pour l'agriculture biologique.
L'allicine (diallylthiosulfinate), substance antimicrobienne volatile de l'ail (Allium sativum), à des concentrations de 50 à 1000 μg/ml, réduit de 50 à 100 % la gravité d'une attaque de Pseudoperonospora cubensis chez le concombre. L' acide β-aminibutyrique, Acide aminé non protéinogène, induit une résistance notamment contre Pseudoperonospora cubensis chez le concombre, sans agir directement sur le pathogène, mais en activant la défense de l'hôte.

## Prévention
La détection précoce du mildiou et l'application immédiate ou préventive d'un fongicide sont impératives pour lutter contre cette maladie. En Caroline du Nord, il existe un système de prévision pour aider les producteurs à optimiser leurs applications de fongicides. Le système suit les flambées épidémiques de la maladie et fournit une prévision ou une évaluation des risques.